# Judith Epstein Schlanger
Pour les articles homonymes, voir Schlanger et Epstein.
Judith Epstein Schlanger est née en 1936 à Paris. Elle est philosophe et écrivain.

## Biographie
Après une licence de philosophie de la Sorbonne, Judith Schlanger obtient un doctorat de philosophie. Sa thèse, dirigée par Paul Ricœur, est consacrée à Schelling ; elle parait en 1966 sous le titre Schelling et la réalité finie. Essai sur la philosophie de la nature et de l'identité.
Engagée au CNRS, Judith Schlanger entreprend peu après l’écriture d’une nouvelle thèse en vue d’obtenir un doctorat ès lettres. Vladimir Jankélévitch dirige cette thèse consacrée aux métaphores de l’organisme. Cette seconde thèse donne elle aussi lieu à l’édition d’un livre, publié chez Vrin en 1971 sous le titre Les Métaphores de l’organisme. L’impact et l’apport de ce livre sont analysés vingt-cinq ans plus tard par Jacques Neefs.
Judith Schlanger devient professeure de philosophie au département de littérature française de l’Université hébraïque de Jérusalem, où elle enseigne de 1969 à 1996. À la fin des années 1960, elle emménage à Jérusalem avec son compagnon, lui aussi engagé par l’université, ainsi que leurs deux enfants.

## Œuvre
Judith Schlanger est l’auteure de plusieurs livres explorant le concept d'invention intellectuelle dans des ouvrages comme Les Métaphores de l’organisme, L’Invention intellectuelle ou La Vocation,. Son travail évoque les impacts, les emprunts, les traditions ou les ruptures qui traversent les idées et les œuvres, les rapports entre elles, etc. Il démontre aussi le lien entre invention et mémoire.

## Publications

### Monographies
- Schelling et la réalité finie. Essai sur la philosophie de la nature et de l'identité, Paris, Presses universitaires de France, coll. « Bibliothèque de philosophie contemporaine. Histoire de la philosophie et philosophie générale », 1966.
- Les Métaphores de l’organisme, Paris, Vrin, coll. « Bibliothèque d'histoire de la philosophie », 1971 ; rééd. Paris, L’Harmattan, coll. « Histoire des sciences humaines », 1995.
- Penser la bouche pleine, Paris-La Haye, Mouton, coll. « Archontes », 1975 (ISBN 2-7193-0946-X) ; rééd. Paris, Fayard, 1983. (ISBN 2-213-01304-7).
- Le Comique des idées, Paris, Gallimard, coll. « Les Essais », 1977. Prix Alfred-Née de l’Académie française en 1978.
- L’Enjeu et le débat. Les passés intellectuels, Paris, Denoël-Gonthier, coll. « Bibliothèque Médiations », 1979.
- L’Invention intellectuelle, Paris, Fayard, 1983 (ISBN 2-213-01305-5).
- avec Isabelle Stengers, Les Concepts scientifiques. Invention et pouvoir, Paris, La Découverte, coll. « Textes à l'appui. Anthropologie des sciences et des techniques » (ISBN 2-7071-1809-5) ; Unesco (ISBN 92-3-202607-4) ; Strasbourg, Conseil de l'Europe (ISBN 92-871-1652-0), 1989 ; rééd. Paris, Gallimard, coll. « Folio Essais », 1991 (ISBN 2-07-032624-1).
- Douleur parfaite, Strasbourg, Circé, 1991 (ISBN 9782908024272).
- La Mémoire des œuvres, Paris, Nathan, coll. « Le texte à l’œuvre », 1992 (ISBN 2-09-190204-7) ; rééd. Lagrasse, Verdier, « Verdier poche », 2008, avec une préface de Christophe Pradeau (ISBN 978-2-86432-528-4).
- La Vocation, Paris, Seuil, 1997 (ISBN 2-02-030407-4) ; rééd. Paris : Hermann, coll. « Hermann philosophie », 2010 (ISBN 978-2-7056-7021-4).
- Fragment épique. Une aventure aux bords de la philosophie, Paris, Belin, coll. « Littérature et politique », 2000 (ISBN 2-7011-2655-X).
- L’Humeur indocile, Paris, Les Belles Lettres, 2009 (ISBN 978-2-251-44366-9).
- Présence des œuvres perdues, Paris, Hermann, coll. « Savoir lettres », 2010 (ISBN 978-2-7056-7080-1).
- La Lectrice est mortelle, Belval, Circé, 2013 (ISBN 978-2-84242-337-7)
- Le Neuf, le différent et le déjà-là. Une exploration de l'influence, Paris, Hermann, 2014 (ISBN 978-2-7056-8943-8).
- Le Front cerclé de fer, Strasbourg, Circé, 2015 (ISBN 978-2-84242-394-0).
- Trop dire ou trop peu. La densité littéraire, Paris, Hermann, coll. « Hermann littérature », 2016 (ISBN 978-2-7056-9167-7).
- Fuyant poursuivant. Quatre lectures, Le Hohwald, Circé, 2019 (ISBN 978-2-84242-434-3).
- Ma vie et moi, Paris, Hermann, coll. « Hermann littérature », 2019 (ISBN 979-10-370-0102-3).
- Une histoire de l’intense, Paris, Hermann, coll. « Savoir lettres », 2021, 100 p. (ISBN 9791037003515).
- L'écorce des choses, Paris, Editions de la Sorbonne, coll. « Brèves », 2025 (ISBN 9791035110543).

### Articles et chapitres de livres (sélection)
- « Mutations ou révolutions ? », Communications, vol. 25, 1976, p. 138-148 (lire en ligne).
- « Kleist. ‘‘L'idée vient en parlant’’ », Littérature, n° 51, 1983, p. 3-14 (lire en ligne).
- « L’invention dans la pensée », Études françaises, vol. 26, n° 3, 1990, p. 9-22 (lire en ligne).
- « Les scènes littéraires », dans Christophe Pradeau et Tiphaine Samoyault (dir.), Où est la littérature mondiale ?, Saint-Denis, Presses universitaires de Vincennes, « Essais et savoirs », 2005, p. 85-97 (lire en ligne).
- « Le passé avec Thibaudet », Littérature, vol. 146, n° 2, 2007, p 9-19 (lire en ligne).
- « Double récit d’amour en Chine », Po&sie, vol. 119, n° 1, 2007, p 99-109 (lire en ligne).